# Judgment (jeu vidéo)
Pour les articles homonymes, voir Judgement.
Judgment (JUDGE EYES：死神の遺言, JUDGE EYES: Wills of Death) est un jeu vidéo d'action-aventure développé par le Ryu ga Gotoku Studio et édité par Sega. Il est sorti sur PlayStation 4 le 15 décembre 2018 au Japon et le 25 juin 2019 aux États-Unis et en Europe et le 23 avril 2021 sur PlayStation 5, Xbox Series et Google Stadia sous le titre Judgment Remastered (JUDGE EYES：死神の遺言 Remastered, JUDGE EYES: Wills of Death Remastered).
Le jeu fut précédemment appelé Project Judge en Occident avant de connaître son titre définitif.
Selon Toshihiro Nagoshi, Judgment n'est pas considéré comme étant un spin-off de la série Yakuza, mais comme un jeu à part entière. Le jeu est intégralement sous-titré en français, ce qui n'était plus arrivé depuis le premier Yakuza sur PlayStation 2.
Le 7 mai 2021, lors d'une diffusion programmée sur internet à l'occasion du "Judgment Day", une suite intitulée Lost Judgment est annoncée sur PlayStation 4, PlayStation 5 et Xbox One, Xbox Series.

## Trame
Le joueur incarne Takayuki Yagami, ancien avocat admiré pour être parvenu à faire acquitter en 2015 Shinpei Okubo, alors accusé de meurtres en série, avant d'abandonner le barreau après avoir appris qu'Okubo a assassiné sa petite amie puis incendié son appartement. Lorsque débute le jeu, le 10 décembre 2018, Yagami est devenu détective privé dans son quartier natal de Kamurocho. Avec l'aide de Masaharu Kaito, un ancien yakuza qui travaille désormais pour lui en tant qu'enquêteur, Yagami va devoir enquêter dans Kamurocho sur une affaire des plus sordides. Trois yakuza du clan Kyorei, originaire du Kansai, un clan rival du clan Tojo, ont été tués par un mystérieux tueur en série que Yagami appellera plus tard "La Taupe". Le mode opératoire que ce dernier a effectué sur les trois victimes est identiques : leurs yeux ont été énucléés. Cette mystérieuse affaire semble avoir un lien de près ou de loin avec son passé d'avocat et plus particulièrement avec l'affaire Okubo qui a conduit à sa radiation trois ans auparavant. Pour retrouver son honneur, Yagami va donc devoir se battre dans les rues de Kamurocho et poursuivre l'enquête afin de faire éclater la vérité. Mais en enquêtant plus profondément ce qui se cache derrière tous ces meurtres, il va découvrir une conspiration au centre de laquelle une usine pharmaceutique développe un mystérieux médicament contre la démence, le SD9, objet de convoitise à la fois financier et politique.

## Système de jeu
À l'instar de Yakuza, Judgment est un jeu d'action-aventure dans un monde ouvert, avec une partie enquête due au personnage incarné par le joueur. On y retrouve le quartier de Kamurocho, inspiré du quartier de Shinjuku, Kabukichō.
En tant que détective privé, Yagami devra prendre des suspects en filature et en cas de fuite, les poursuivre avec des phases de QTE pour éviter les obstacles. Il devra également se battre.
À l'instar de Yakuza, Judgment propose divers mini-jeux (course de drones, mah-jong, etc..) et des bornes d'arcade comprenant des jeux anciens (Fighting Vipers, Motorhead, Space Harrier, etc..) aux plus récents (Virtua Fighter 5). On y trouve même Kamuro of the Dead, version revue et corrigée du jeu de tir The House of the Dead. Le karaoké a été supprimé pour des raisons de droits, dû à la présence de l'acteur Takuya Kimura dans le rôle principal qui est également chanteur. Les bars à hôtesses ont été également supprimés.
L'histoire du jeu se divise en 13 chapitres.

## Personnages

### Personnage principaux
- Takayuki Yagami : surnommé « Tak » par son entourage, c'est un ancien avocat de la défense de 35 ans, dont la carrière fut brisée à cause de la trahison de l'un de ses clients. Dès lors, il est reconnu comme étant l'avocat qui libère les meurtriers. Devenu désormais détective privé à Kamurocho, quartier dangereux de Tokyo où il a vécu son enfance aux côtés de son père adoptif Mitsugu Matsugane, un patriarche yakuza de la famille éponyme (le véritable père de Yagami était un avocat qui a été assassiné) qui le pistonnera auprès de Ryuzo Genda. Il se retrouve embarqué malgré lui dans une étrange d'affaire de tueur en série. Il est doublé par Takuya Kimura en japonais et par Greg Chun en anglais.
- Masaharu Kaito : ancien yakuza de la famille Matsugane, Kaito en a été banni à la suite d'un vol dans le coffre-fort de la famille. Depuis, il s'est rangé et travaille désormais comme enquêteur dans l'agence de détectives de Yagami. Il utilise ses compétences et ses relations dans le milieu yakuza pour aider son patron à résoudre des affaires. Il est doublé en japonais par Shinshu Fuji et en anglais par Crispin Freeman.
- Ryuzo Genda : directeur du cabinet d'avocats qui porte son nom, Ryuzo Genda est un avocat à l'ancienne qui observe l'évolution de Yagami et ce, même après sa chute. En effet, Genda l'aidera à trouver du travail. Il est très proche de Mitsugu Matsugane, puisque les deux hommes sont amis d'enfance, en dehors du fait qu'ils soient chacun des côtés opposés de la loi. Il est doublé en japonais par Akira Nakao, et en anglais par Brian McNamara.
- Kazuya Ayabe : inspecteur de la brigade anti-gang de la police de Kamurocho, Ayabe est surtout un flic corrompu qui n'hésite pas à dissimuler des preuves lorsque ça l'arrange. Contre une participation financière, Yagami pourra faire appel à ses services. Il est doublé en japonais par Kenichi Takitoh et en anglais par Matt Yang King.
- Mitsuru Kuroiowa : C'est le principal antagoniste du jeu. Patron de la brigade anti-gang, Kuroiowa est décrit par Ayabe comme ayant gravi tous les échelons sans la moindre difficulté. Contrairement à ce dernier, il semble intègre, mais considère Yagami comme un ennemi. Il semble malgré tout que derrière ses apparence de "chevalier blanc" du crime, il cache quelque chose de bien moins reluisant et beaucoup plus sordide. Il est doublé en japonais par Shosuke Tanihara et en anglais par Matthiew Mercer.
- Kyohei Hamura : capitaine de la famille Matsugane, branche du clan Tojo, il aide Yagami dans son affaire de tueur en série. Malheureusement, les circonstances vont les opposer, jusqu'à devenir des ennemis. Il faut dire qu'Hamura est responsable de l'éviction de Kaito de la famille et il semblerait qu'il ait des liens avec "La Taupe". Il est doublé en japonais par Pierre Taki (remplacé depuis par Miou Tanaka) et en anglais par Fred Testasciore.
- Mafuyu Fujii : procureur travaillant pour le ministère public. Yagami et elle se connaissent très bien, puisque Mafuyu n'hésite pas à prendre de ses nouvelles de temps en temps. Elle est doublée en japonais par Risa Shimizu et en anglais par Cherami Leigh.

### Personnages secondaires
- Masamichi Shintani : un des avocats de la défense du cabinet Genda. Âgé de 43 ans, il a appris à Yagami le métier. Malgré tout, les deux hommes ne s'apprécient pas beaucoup, et ce depuis que l'ex-avocat a gagné l'affaire Okubo il y a trois ans. Depuis que Yagami est devenu détective privé, Shintani le prend de haut, chose qu'il ne fera pas avec Hamura, son client.  Alors qu'il se rapproche de "La Taupe", Shintani est tué et ses yeux arrachés. Son cadavre sera découvert par Yagami dans le placard de son agence alors qu'il tentait de joindre son ancien collègue et mentor.

- Mitsugu Matsugane : patriarche de la famille Matsugane. C'est lui qui a élevé Yagami à la mort de ses parents. Bien que ce soit un yakuza, c'est un homme bienveillant, dont son pouvoir de patriarche est de plus en plus critiqué et même volé, au bénéfice de Hamura qui prend toutes les décisions importantes.

- Saori Shirosaki : une avocate de la défense du cabine Genda. Taciturne, elle n'hésite pas à remettre en place ses collègues. Saori est très amie avec Mafuyu depuis le lycée. Très sérieuse dans le travail, elle est beaucoup moins raisonnable quand il s'agit de pâtisseries !

- Issei Hoshino : un jeune avocat de la défense du cabinet Genda arrivé bien après que Yagami ait quitté le barreau. Jeune et inexpérimenté, il va s'affirmer en aidant Yagami après la mort de Shintani. Il est très épris de Saori Shirosaki.

- Kunihiko Morita : procureur général et supérieur de Mafuyu.

- Keigo Izumida : procureur principal. Il a été face à Yagami durant l'affaire Okubo. Bien que très arrogant dans son comportement, il a un sens aigu de la justice.

- Ko Hattori : un journaliste indépendant qui a couvert l'affaire Okubo. Il éprouve un fort ressentiment envers Yagami depuis qu'on l'a chargé de rédiger l'article sur l'affaire Okubo. C'est également un informateur de la société Kajihira et plus particulièrement de son président, Shigeru Kajihira.

- Fumiya Sugiura : d'abord connu sous le nom de "Joker"(sans doute un clin d'œil au protagoniste principal de Persona 5 d'Atlus), cet ancien membre du gang de voleurs de Kamurocho fait désormais cavalier seul. Son but est de se venger de la société Kajihira, qui soutient financièrement clan Kyorei, qui l'a renvoyé alors qu'il y travaillait en tant qu'ingénieur informatique. C'est en fouillant dans les dossiers que Sugiura a découvert la relation entre la société de construction qui l'employait et le clan Kyorei. De plus, il semble être mêlé, de près ou de loin, à l'affaire Okubo.

- Dr Ryusuke Kido : Directeur de l'Agence de Développement du Diagnostic Clinique (ADDC) où s'est déroulé l'affaire Okubo. Mais derrière ces airs d'homme respectable, c'est surtout un véritable pervers.

- Kaoru Ichinose : ministre adjoint de la santé. Corrompu jusqu'à la moelle, c'est lui qui finance l'AD9 et sert d'intermédiaire à Hamura pour trouver des cobayes yakuzas, comme les Kyorei.

- Emi Terasawa : Infirmière de l'ADDC qui aidera Yagami pour libérer Okubo. Elle est la victime de l'affaire qui a coûté à Yagami sa radiation du barreau.

- Shinpei Okubo : Blanchisseur de l'ADDC et meurtrier présumé. Il continue à clamer son innocence après trois ans passés dans le couloir de la mort.

- Dr Yoji Shono : Chercheur en chef à l'ADDC et bras droit du directeur Kido. Véritable savant fou et aveuglé par ses recherches sur l'aD9, il n'hésite pas à franchir la ligne jaune jusqu'à commanditer des crimes pour parvenir à ses fins. Il n'hésite pas non plus à se salir les mains en tuant Emi Terasawa et en incendiant son appartement, tout en faisant en sorte que Shinpei Okubo soit de nouveau accusé, pour cacher la vérité.
- Shigeru Kajihira : PDG de la société de construction qui porte son nom, qui soutient financièrement le clan Kyorei. Kajihira Holdings devait raser tout le complexe ou se trouve l'ADDC et construire un nouveau quartier avec l'accord du ministre de la santé. Malheureusement, tout a capoté à cause d'un certain médicament en cours de développement. Il confie à Yagami avoir perdu cent milliards de yens et lui demande lui rendre un service concernant un membre haut placé de l'ADDC qui le renseignait. Kajihira a la particularité de se déplacer en fauteuil.

## Référence à la sérieYakuza
Dans le cabinet Genda, il n'y a pas d'autre dossier qui date d'avant 2005, date de sortie du premier Yakuza.

## Accueil

### Critique
Ce jeu vidéo a été testé par plusieurs sites de jeux vidéo comme Gameblog, Gamekult ou Jeuxvideo.com.

### Controverse: l'affaire Pierre Taki
Le 13 mars 2019, à la suite de l'arrestation de l'acteur et chanteur Pierre Taki (de son véritable nom Masanori Taki) qui interprète Kohei Hamura dans le jeu, pour prise illégale de cocaïne, Sega a vivement réagi en suspendant les ventes japonaises du jeu, que ce soit physique ou du Playstation Store. Le 22 mars 2019, l'éditeur japonais annonce que si la date de sortie occidentale reste maintenue au 25 juin 2019, la voix et le visage modélisé de Pierre Taki sera supprimée et sera remplacé par le comédien Miou Tanaka.